# Thomisus dartevellei
Thomisus dartevellei es una especie de araña cangrejo del género Thomisus, familia Thomisidae. Fue descrita científicamente por Comellini en 1957.

## Distribución
Esta especie se encuentra en Congo, Etiopía y Malaui.